# Jean-Michel Bertrand (artiste)
Pour les articles homonymes, voir Jean-Michel Bertrand et Bertrand.
Jean-Michel Bertrand est un photographe, cinéaste animalier et réalisateur français, né en 1959 à Saint-Bonnet-en-Champsaur, dans les  Hautes-Alpes. Il est l'auteur de plusieurs films documentaires consacrés au loup et à sa manière de retrouver sa place en France.

## Biographie
Plusieurs de ses œuvres concernent le loup, un sujet qui fait polémique. À la suite de la diffusion de ses films, il a reçu des menaces de mort.

## Filmographie
- 2010 : Vertige d'une rencontre
- 2016 : La Vallée des loups[3]
- 2019 : Marche avec les loups
- 2023 : Vivre avec les loups